# Pierre Reimer
 (novembre 2015).
Pour les articles homonymes, voir Reimer.
Pierre Reimer, né en 1964 à Paris, est un photographe français. Il vit actuellement à Paris et travaille à Descartes (Indre-et-Loire).

## Biographie
Pierre Reimer est un artiste contemporain et un réalisateur. Au fil de ses expositions il mélange les genres. Il fabrique de temps en temps des objets : ballons gonflables, voiture, grande roue etc.
Il a commencé à exposer des photographies à la Galerie Agathe Gaillard en 1988, puis à la Galerie du Jour agnès b. à partir de 2002. Il'. En 2012, il expose à la galerie Patrick Gutknecht à Genève.
Il réalise son premier film en 1997. Lors de son séjour à la Villa Médicis, il fait la rencontre du compositeur Mark Andre. C’est à partir d’une musique de ce dernier que Pierre Reimer réalise entre 2004 et 2006 le film Modell (43 min) lors d’un long séjour à Prague. Film qui a été entre autres projeté à la Galerie du Jour agnès b. lors de son exposition Grandtourisme. En 2010, leur amitié donne lieu à un deuxième film, Hij (21 min), de nouveau à partir d’une musique du compositeur. Les deux films sont projetés à l’Opéra Bastille dans le cadre du Festival d'automne à Paris.
Pierre Reimer est l’auteur de deux monographies : Il fait beau, je sors (bilingue français/japonais, éditions Firmin Didot, Paris, 1999) et Les Inc’oyables et les Me’veilleuses, avec des textes de Marcela Iacub, Christophe Hanna et Dominique Noguez (MF éditions, Paris, 2008).
L’artiste est également présent dans les collections de Beaubourg, de la Maison européenne de la photographie), d'agnès b.,de " modern collections" uk etc.

## Œuvres vidéographiques
- 1993 : Week-end
- 1997 : Mi casa su casa
- 2005 : Orange Exercice
- 2010 : Hij
- 2004-2006 : Modell

## Monographies
- Il fait beau je sors, éditions Firmin Didot, Paris, 1999
- Les Inc'oyables et les Me'veilleuse, MF éditions, Paris, 2008